# Hans-Eberhard Roß
Hans-Eberhard Roß (* 26. April 1962 in Wiesbaden) ist Kirchenmusikdirektor und Kantor des Evangelisch-Lutherischen Dekanats Memmingen. Er betreut als Organist die große Goll-Orgel der Hauptkirche St. Martin.

## Leben

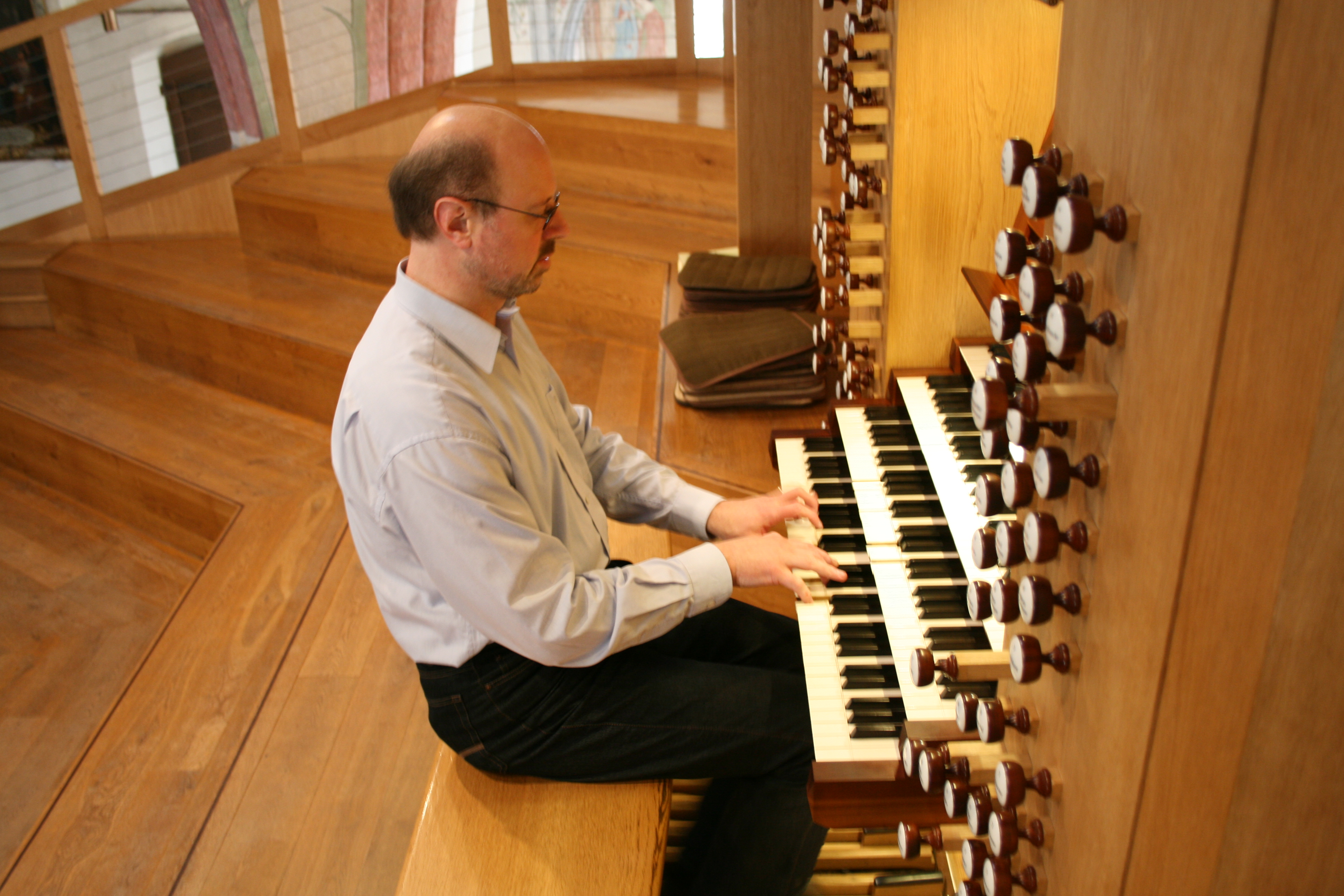
Hans-Eberhard Roß an der großen Goll-Orgel in St. Martin

Hans-Eberhard Roß wurde am 26. April 1962 in Wiesbaden geboren. Er wuchs in Fulda auf, wo er den ersten Orgelunterricht von Kirchenmusikdirektor Manfred Kroh erhielt. Während seines Studiums an der Hochschule für Musik in Würzburg erhielt er 1985 den ersten Preis beim Wettbewerb der Musikalischen Akademie Würzburg. Sein A-Examen machte er 1986, sein Meisterklassendiplom 1990 bei Günther Kaunzinger. 
Als Kantor und Organist war er von 1987 bis 1990 in Meerbusch tätig, bevor er 1991 nach Memmingen wechselte. Dort ist er seit 1991 Dekanatskantor an St. Martin. Den Lehrauftrag für künstlerisches und liturgisches Orgelspiel an der Folkwanghochschule in Essen nahm er von 1999 bis 2001 wahr. 2002 wurde er zum Kirchenmusikdirektor ernannt. Seit 2008 ist er Kirchenkreisbeauftragter im Kirchenkreis  Schwaben. 
Hans-Eberhard Roß ist international als Konzertorganist und in Duo-Besetzungen mit Orgel und Trompete, Orgel und Percussion, Orgel und Alphorn und Orgel und Rezitation tätig. Zahlreiche CD-Einspielungen wurden von ihm bereits aufgenommen, darunter auch die weltweit erste Komplettaufnahme aller Orgel- und Harmoniumwerke César Francks auf sechs CDs, wofür er den Super-sonic-Preis der Musikzeitschrift pizzikato erhielt.

## Diskographie
- Die Goll-Orgel von St. Martin in Memmingen. 1999, Organum OGM 990035, CD (Hans-Eberhard Roß spielt Gigout, Franck, Bach, Eben, Vierne, Widor). Auch erschienen als Mon orgue c’est mon orchestre.
- Die große Goll-Orgel von St. Martin Memmingen. 1999, IFO records 00045, CD (Hans-Eberhard Roß spielt Werke von Eben, Franck, Pierné, Vièrne und Bach).
- Die Grosse Goll-Orgel (St. Martin zu Memmingen). 2002, Ifo, CD (Hans-Eberhard Roß).
- César Franck: Complete Organ Works Vol. 1 – From Prodigy to Composer. 2004, Audite aud 91.518, 2 SACD (Hans-Eberhard Roß).
- César Franck: Complete Organ Works Vol. 2 – Unrecognised Greatness. 2004, Audite aud 91.519, 2 SACD (Hans-Eberhard Roß).
- César Franck: Complete Organ Works Vol. 3 – Fulfilment and Farewell. 2004, Audite aud 91.520, 2 SACD (Hans-Eberhard Roß).
- Louis Vierne: Complete Organ Symphonies Vol. 1 - Organ Symphonies op. 14 & op. 20, Audite aud 92.674, SACD (Hans-Eberhard Roß).
- Louis Vierne: Complete Organ Symphonies Vol. 2 - Organ Symphonies op. 28 & op. 32, Audite aud 92.675, SACD (Hans-Eberhard Roß).
- Louis Vierne: Complete Organ Symphonies Vol. 3 - Organ Symphonies op. 47 & op. 59, Audite aud 92.676, SACD (Hans-Eberhard Roß).
- Hans-Eberhard Roß: Orgelwerke. 2007, Organ, CD (Hans-Eberhard Roß spielt Werke von Languetuit, Boulnois, Mulet, Jongen, Whitlock, Demessieux, Bowen, Middelschulte).
- Faszination Orgel 1. 2009, CD (Hans-Eberhard Roß spielt Werke von Bach, Naujalis, Eben, Albéniz und Widor).
- Memminger Orgelfeuerwerk.  2009, Sonntagsblatt, CD (Hans-Eberhard Roß spielt Werke von Bach, Widor, Boëllmann, Vierne und Langlais; Teil des Orgel-Literaturkanon des Sonntagsblatts).

## Auszeichnungen
- 2012 Kulturpreis der Stadt Memmingen